# Hậu quả chất độc da cam tại Việt Nam

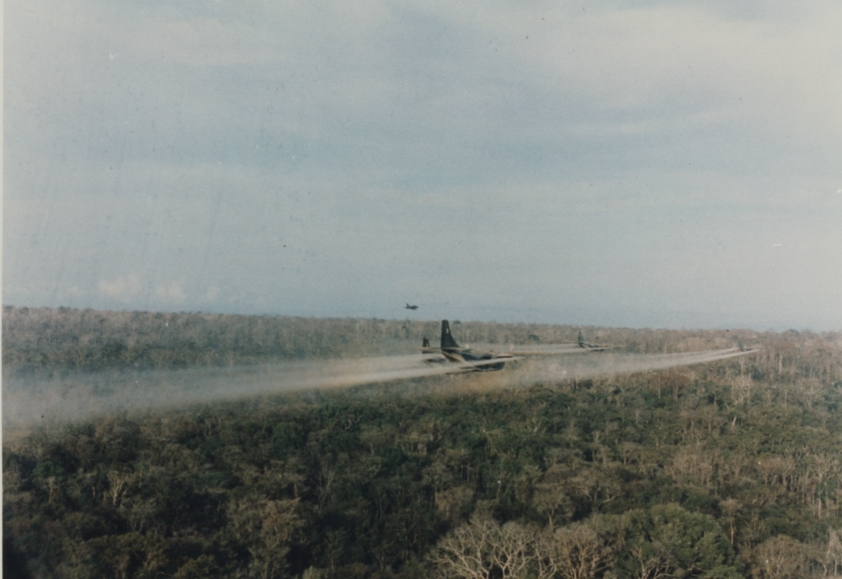
Máy bay của quân đội Hoa Kỳ rải chất độc xuống Việt Nam

Trong thời kỳ Chiến tranh Việt Nam, mục đích quân sự chính thức của chất độc da cam là làm rụng lá cây rừng để quân đội du kích Mặt trận Dân tộc Giải phóng Miền Nam Việt Nam không còn nơi trốn tránh. Chất độc da cam là một chất lỏng trong; tên của nó được lấy từ màu của những sọc được vẽ trên các thùng phuy dùng để vận chuyển nó. Quân đội Hoa Kỳ còn có một số mã danh khác để chỉ đến các chất được dùng trong thời kỳ này: "chất xanh" (Agent Blue, 65,5% hỗn hợp của axit cacođylic và natri cacođylat), "chất trắng" (Agent White, hỗn hợp 4:1 của 2,4-D và picloram), "chất tím" (Agent Purple, hỗn hợp 1:1 của 2,4,5-T và 2,4-D) và "chất hồng" (Agent Pink, 100% 2,4,5-T).

## Hoa Kỳ rải chất độc da cam xuống Việt Nam
Trong 10 năm, từ 1961 đến 1971, của Chiến tranh Việt Nam, quân đội Mỹ đã rải hơn 18,2 triệu gallon chất độc da cam với thành phần chứa dioxin xuống hơn 10% diện tích đất ở miền Nam Việt Nam, làm nhiễm độc và tàn phá hàng triệu hécta rừng và đất nông nghiệp. Nhiều người cho rằng ngoài tác hại cho môi trường, hóa chất này còn gây hậu quả trầm trọng cho tính mạng, sức khỏe của nhiều người Việt, thậm chí tới các thế hệ sinh ra sau chiến tranh.

## Số lượng người nhiễm

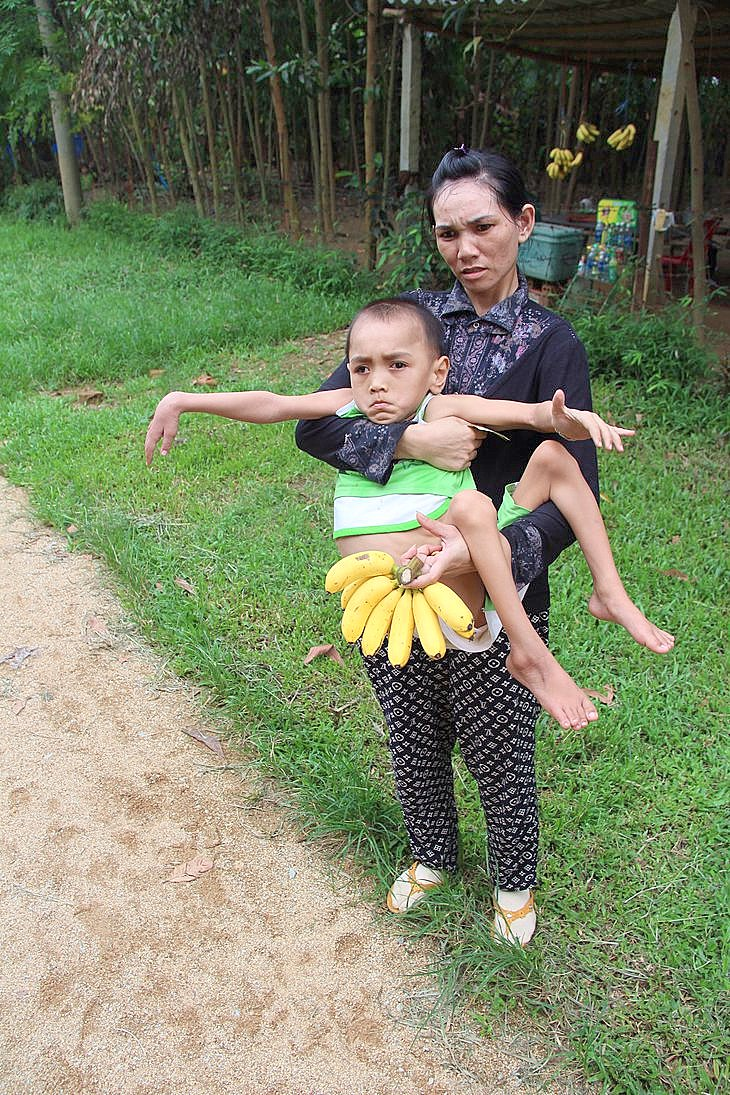
Trẻ dị tật

Hiện nay, ước tính có khoảng 4,8 triệu người Việt Nam bị nhiễm chất độc da cam/dioxin, sống tập trung tại các tỉnh dọc đường Trường Sơn và biên giới với Campuchia. Hàng trăm nghìn người trong số đó đã qua đời. Hàng triệu người và cả con cháu của họ đang phải sống trong bệnh tật, nghèo khó do di chứng của chất độc da cam.

## Hậu quả
Viện sĩ Viện Hàn lâm Y học Nga Xofronov Ghenrik Alexandrovich và Giáo sư Rumax Vladimia Xtepanovich, đồng Tổng Giám đốc Trung tâm Nhiệt đới Việt-Nga đã khẳng định rằng hậu quả về mặt y sinh học của chất độc da cam đối với con người và môi trường sinh thái là rất nghiêm trọng, vì điôxin là chất độc nhất mà loài người đã tổng hợp được. Qua kết quả nghiên cứu trong 18 năm của Trung tâm nhiệt đới Việt-Nga, các nhà khoa học kết luận rằng chất độc da cam đã gây ra hậu quả y học và sinh học lâu dài đối với sức khoẻ con người, không những đối với các cựu chiến binh Việt Nam đã từng tham gia chiến tranh, mà còn cả thế hệ thứ 2, thứ 3 là con em của những người đã bị phơi nhiễm. Thậm chí, cả những trẻ em sống trong vùng bị nhiễm chất độc hoá học cũng có biểu hiện bệnh lý. Chất da cam/điôxin đã có ảnh hưởng về di truyền sinh thái, đặc biệt gây ra tình trạng sẩy thai, lưu thai hoặc có con bị dị tật bẩm sinh ở phụ nữ bị nhiễm đioxin. Cũng theo hai nhà khoa học Nga này, tác động lâu dài của chất độc da cam/điôxin không chỉ có 20 năm, mà có thể lên tới trên 100 năm. Số người bị ảnh hưởng của chất độc này cũng không chỉ dừng ở 4,8 triệu người mà có thể là hàng chục triệu người.
Theo Beatrice Eisman và Vivian Raineri, trong thập niên 1980, chỉ riêng tại bệnh viện Từ Dũ ở Thành phố Hồ Chí Minh trung bình mỗi ngày có một trẻ sơ sinh ra đời với dị tật bẩm sinh. Trong thập niên 1990, tỷ lệ này giảm xuống còn một ngày rưỡi có một trẻ. Cũng theo nguồn trên, một báo cáo của tạp chí American Journal of Public Health nói rằng mức độ đioxin trong sữa mẹ tại miền Nam Việt Nam cao gấp 50 lần ở miền Bắc, nơi không bị rải chất độc trong chiến tranh.